# Museu Vale
O Museu Vale é um museu localizado no município brasileiro de Vila Velha, no estado do Espírito Santo. Situado às margens da baía de Vitória no bairro de Argolas, encontra-se instalado no prédio original da Estação Pedro Nolasco, que foi construído para atender à Estrada de Ferro Vitória a Minas (EFVM) em 1927.
Composto por três pavimentos e construído em estilo eclético, a edificação foi tombada pelo Conselho Estadual de Cultura em 17 de março de 1986.

## História
Construído em 1927, a antiga Estação São Carlos passou a se chamar Pedro Nolasco em 1935, em homenagem ao engenheiro responsável pela construção da Estrada de Ferro Vitória a Minas (EFVM). O Museu Vale foi re-inaugurado em 15 de outubro de 1998, sendo um projeto realizado pela Companhia Vale do Rio Doce em parceria com o Banco Real e foi sendo mantido pela mesma até ter sido transferido para o município de Vila Velha no ano de 2025. Sua arquitetura eclética foi preservada na época da restauração, entre 1996 e 1997.